# Zásady územního rozvoje
Zásady územního rozvoje (ZÚR) jsou součástí územně plánovací dokumentace, kterou kromě nich tvoří územní plán (ÚP) a regulační plán (RP). Zásady územního rozvoje se pořizují a vydávají pro území celého kraje. Jejich přijetí je povinné   dle zákona č. 283/2021 Sb., (stavební zákon).

## Účel
Zásady územního rozvoje stanoví zejména:
- Základní požadavky na účelné a hospodárné uspořádání území kraje.
- Plochy nebo koridory nadmístního významu a stanoví požadavky na jejich využití, zejména plochy nebo koridory pro veřejně prospěšné stavby, veřejně prospěšná opatření, stanoví kritéria pro rozhodování o možných variantách nebo alternativách změn v jejich využití.
- Zásady územního rozvoje mohou vymezit plochy a koridory, s cílem prověřit možnosti budoucího využití, jejich dosavadní využití nesmí být měněno způsobem, který by znemožnil nebo podstatně ztížil prověřované budoucí využití.

Součástí zásad územního rozvoje je i vyhodnocení vlivů na udržitelný rozvoj území. ZÚR schvaluje zastupitelstvo kraje. ZÚR jsou závazné pro obce v daném kraji a územní plány těchto obcí musejí být v souladu se ZÚR.

## Praha
Hlavní město Praha má kvůli svému statusu města a zároveň kraje Zásady územního rozvoje zpracovány pro stejné území jako územní plán, akorát ve větším měřítku (1:100000) a menším detailem. ZÚR Prahy zahrnuje kromě textové části výkres uspořádání území, ploch a koridorů, krajin, veřejně prospěšných staveb, opatření a asanací. Je v něm také schéma územního systému ekologické stability (ÚSES), technické a dopravní infrastruktury, koordinační výkres a výkres širších vztahů.